# 譚嗣同
譚 嗣同（たん しどう、拼音：Tán sìtóng 、1865年3月10日（同治4年2月13日） - 1898年9月28日（光緒24年8月13日））は、清朝末の改革主義者、民族主義者、哲学者。戊戌変法に参加したが、戊戌政変に遭遇して捕らえられ、刑場の露と消えた。

## 生涯

### 日清戦争の頃まで
字は「復生」。号には、「壮飛」、「華相衆生」、「東海褰冥氏」、「通眉生」、「寥天一閣主」などがある。湖南省長沙府瀏陽県の人。父は湖北巡撫という地方の大官にまで上りつめた譚継洵であり、したがって生まれという点からいえば、譚嗣同は名門の貴公子に分類される人であった。

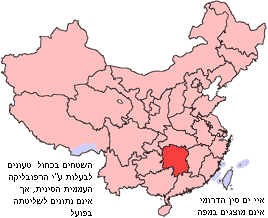
現在の湖南省

本籍地は瀏陽であるが、実際に生まれたのは北京宣武城というところである。生まれた時、すでに譚家には二人の兄と二人の姉がおり、譚嗣同は末っ子であった。ただ家庭的には恵まれず、彼が12歳の時、ジフテリアが北京に蔓延したため、母親と二人の姉を亡くしている。譚嗣同自身も感染したが、奇跡的に回復し、このことにちなんで「復生」（＝復活回生）という字を父より与えられている。実母を失った後、父の妾に虐げられ、家庭内では孤立を深めた。彼が中国の伝統的な家族制度（大家族や妻妾制）に反感を抱いたのは、この少年期の体験が影響を与えているためであった。
譚嗣同は、10歳の時より同郷の内閣中書欧陽中鵠に就いて、科挙向けの受験勉強を開始した。ただ通常の高級官僚の子弟と異なるのは、譚嗣同がこの科挙受験のための学問、すなわち 朱子学をひどく嫌悪し、当時非正統的と分類されていた学問を好んだ点である。たとえば魏源や龔自珍といった今文経学家の著作を特に好んで読書しているし、また湖南の大儒王船山の『船山遺書』も愛読書の一つであった。さらには16歳の時に、同郷の涂大囲に就いて算学を修め、自然科学についても興味を示している。19歳の時には『墨子』や『荘子』を初めて手に取り感銘を受けている。
名門の貴公子ならざる点は、他にもある。譚嗣同は12歳の時より大刀王五のもとで、武術の修行にも明け暮れた。大刀王五は、本名を王正誼といい、単刀使いの名手として中国中に知られた武術家で、旅人や荷物の護送を請け負う標客としても有名であった。譚嗣同は、大刀王五から武術のみならず、侠客の心意気も学んだといわれ、科挙受験勉強に明け暮れる青白い繊細なインテリという柄ではなかった。むしろ豪放磊落を気取り、粗暴な行動もあった。こうした譚嗣同の行動の背後には、科挙と謹厳実直な父への反発があったと考えられている。
1877年（光緒3年)、父譚継洵が甘粛省や湖北省の官僚として赴任すると、譚嗣同は北京と甘粛・湖北の間を行き来するようになるが、時に寄り道をして中国各地を放浪した。この放浪は、大刀王五が属する秘密結社ネットワークの助けを借りて行われたと考えられているが、この放浪により中国が置かれている過酷な現状を譚嗣同は認識し、そこから政治変革への志向が芽生えていったのである。
譚嗣同の短い人生のうち、最も大きな転機となったのが1895年（光緒21年）の日清戦争敗戦である。この時譚嗣同は30歳となっていたが、清朝の敗北に衝撃を受け、科挙のためにする学問や経典の字句の考証に血道をあげる考証学といった現実から遊離した学問から決別し、改革のための学、すなわち経世致用の学を志すようになる。「壮飛」という号は、この時の心機一転する自分につけたものであった。
経世致用の学の手始めとして、譚嗣同がまず着手したのは郷里瀏陽に「算学」の学校を建てることであった。この他 アンチモニー鉱山の開坑やマッチ工場設立を計画している。譚嗣同の経世致用の学と実践とは、西欧の知識に基づいた科学教育や産業振興といった洋務運動的なものを意味していたのである。
譚嗣同は、30歳（1895年）までに6度省試（科挙のうち省レヴェルで行われる試験）を受験したが、全て落第している。そのため1896年（光緒22年）に父親が 捐官（寄付により官職を購うこと）で江蘇知府候補という身分を入手した。赴任地の南京へ行く途上、中国各地に立ち寄っている。この旅行は譚嗣同にとって非常に有意義だった。中国への認識を深めるとともに、譚嗣同の思想と行動に深い影響を与える人物との出会いがいくつもあったためである。
まず上海ではジョン・フライヤー（中国名傅蘭雅）を訪ね、キリスト教や西欧自然科学の知識を得ている。最も大きなフライヤーからの影響は、ヘンリー・ウッド著“Ideal Suggestion Through Mental Photography”（1893）を漢語訳した『治心免病法』を入手したことであろう。譚嗣同の代表作『仁学』は、『治心免病法』に大きな示唆を得ている。次に南京では楊文会に出会い、仏教にのめり込んでいる。そして楊文会のもとで仏教を学びながら、先述の『仁学』を書き上げたのである。

### 変法派との邂逅
北京時代には既に梁啓超や翁同龢・夏曾祐の知遇を得ていたが、『仁学』を上梓して後湖南総督陳宝箴の招きで時務学堂の創立に関わる。陳の下には黄遵憲・唐才常・熊希齡・陳三立といった変法派人士が集まり、北京で活動していた康有為らと並び立つほどであった。

## 評価
変法派と革命派の相違

## 思想と著作
『『仁学』』、「以太」（エーテル）、「網羅衝決」

## 著作

### 主な著作
譚嗣同の全著作は、『譚嗣同全集』に収められている
- 『寥天一閣文』全2巻
- 『莽蒼蒼斎詩』全2巻、補遺1巻
- 『遠遺堂集外文初編』
- 『遠遺堂集外文続編』
- 『石菊影廬筆識』
- 『興算学議』
- 『思緯壹㚃臺短書』
- 『秋雨年華之館叢脞書』全2巻
- 『壮飛楼治事』
- 『仁学』

### 日本語訳された著作
- 『仁学』島田虔次訳 -『清末民国初政治評論集　中国古典文学大系 58』 西順蔵・島田虔次編 平凡社 1971
- 『仁学　清末の社会変革論』 西順蔵・坂元ひろ子訳注 岩波文庫 1989